# Den hvide by på Frederiksberg
Den hvide by på Frederiksberg er den populære betegnelse for Frederiksberg Gasværks Arbejderboliger eller Frederiksberg Arbejderes Byggeforening. Dette beboelseskvarter, primært opført til arbejderne på Frederiksberg Gasværk, er beliggende Peter Bangs Vej 27-45/Jyllandsvej 23-25, 24-38/Kronprinsensvej 53-61, 48-54/Folkets Allé 1-43, 2-42/Frihedsvej 1-7, 2-4/Lighedsvej 1-13, 2-8/Broderskabsvej 1-31, 2-18 og er opført 1899-1900.
Boligerne var nødvenddiggjort af, at det nye Frederiksberg Gasværk lå placeret et par kilometer fra bymæssig bebyggelse og uden offentlige transportmidler for gasværksarbejderne til arbejdspladsen. Det motiverede et ønske om boliger nærmere ved værket, og efter vedtagelsen af en ny lov om statslån til arbejderboliger i foråret 1898, stiftede gasværksarbejderne kort efter en byggeforening, Frederiksberg Gasværks Arbejder Byggeforening, der skulle stå for rejsningen af en boligbebyggelse med flerfamilieshuse omgivet af haver.
Således købte den nyetablerede forening en ca. 9 tdr. land stor grund en lille kilometer fra gasværket nær ved Frederiksberg Have, og 1899-1900 opførte foreningen 45 dobbelthuse og 7 enkelthuse med i alt 194 lejligheder samt en forretningsbygning.
Arkitekterne bag bebyggelsen var Gotfred Tvede og Olaf Schmidth, som skabte 7 forskellige hustyper med villaagtigt præg i datidens nymodens palæstil. Arkitekterne var inspireret af 1700-tallets rokokoarkitektur med hvidkalkede fyldige bygningskroppe, frontonprydede gavlkviste, røde teglhængte mansardtage og småsprossede palævinduer. Bebyggelsen er i Kommuneatlas for Frederiksberg tildelt høj bevaringsværdi.
Frederiksberg Arbejderes Byggeforening blev grundlagt 1898. Ved bebyggelsens overgang til selveje i 1922 nedlagdes byggeforeningen og i stedet oprettedes Grundejerforeningen F.A.B. Siden 1944 har foreningens navn været Vejlauget F.A.B.